# Saint-Quentin
Saint-Quentin (flämisch: Sint-Kwintens) ist eine französische Stadt im Département Aisne in der Region Hauts-de-France. Sie ist der Hauptort des Arrondissements Saint-Quentin sowie Sitz des Kommunalverbandes Saint-Quentinois.
Mit 52.995 Einwohnern (Stand 1. Januar 2022) ist Saint-Quentin zudem die größte Gemeinde im Département Aisne, ein wichtiges Industrie- und Handelszentrum sowie ein überregional bedeutender Verkehrsknoten.

## Geografie
Die Stadt Saint-Quentin liegt am Fluss Somme sowie am hier parallel verlaufenden Canal de Saint-Quentin, der eine schiffbare Verbindung zwischen der Schelde und der Oise herstellt. Nachbargemeinden von Saint-Quentin sind Fayet im Nordwesten und Norden, Omissy im Norden, Morcourt im Nordosten, Rouvroy und Harly im Osten, Neuville-Saint-Amand im Südosten, Gauchy im Süden, Dallon im Südwesten sowie Francilly-Selency im Westen.

## Geschichte
Unter dem Namen Augusta Viromanduorum war Saint-Quentin zur Zeit der Römer der Hauptort der keltischen Viromanduer in Gallia Belgica. Es soll seinen jetzigen Namen von dem heiligen Quintin erhalten haben, der laut der Überlieferung hier bei der Predigt des Christentums 287 n. Chr. das Martyrium erlitt. Die Gebeine des Märtyrers sollen 825 nach Saint-Quentin überführt worden sein. Vom 4. bis zum 6. Jahrhundert war Saint-Quentin Bischofssitz. Im Frühmittelalter entwickelte es sich zu einem bedeutenden Wallfahrtsort. Im 9. Jahrhundert wurde es der Hauptort der Grafschaft Vermandois, erhielt vor 1080 das Stadtrecht und fiel mit ganz Vermandois 1215 an die französische Krone. Es wurde 1435 im Frieden von Arras an Burgund abgetreten und erst 1477 wieder französisch. 1557 wurde Saint-Quentin, nachdem ein Entsatzheer unter dem Herzog Anne de Montmorency am 10. August von Graf Lamoral von Egmond in einer Schlacht geschlagen worden war, nach tapferer Verteidigung durch Admiral Coligny am 27. August von den Spaniern unter dem Herzog  Emanuel Philibert von Savoyen erobert, aber im Frieden von 1559 an Frankreich zurückgegeben. Am 12. März 1814 ergab sich die Festung an die Russen unter Geismar.
Während des Deutsch-Französischen Kriegs kam es am 19. Januar 1871 zur Schlacht bei Saint-Quentin, die mit einem Rückzug der Franzosen endete.
Saint-Quentin hatte zwischen 1908 und 1956 eine Straßenbahn.
Im Ersten Weltkrieg wurde der deutsche Vormarsch am 29. August 1914 in der Schlacht bei St. Quentin kurzzeitig zum Stehen gebracht. Der Ort war im weiteren Kriegsverlauf Teil der Siegfriedstellung. Dort befand sich auch zeitweise das Hauptquartier. Nach dem Krieg, in dem 70 Prozent der Gebäude zerstört worden waren, wurde die Stadt unter der Leitung des Architekten Louis Guindez im Art déco wieder aufgebaut.

„St. Quentin, dessen turmhohes Kathedralendach man über den Höhenrücken zur linken gleich einem mächtigen Dach sehen kann, brannte während der Nacht.“

Im Zweiten Weltkrieg war die Stadt eine wichtige Garnison der Wehrmacht mit u. a. einem Kriegsgefangenenlager. Auf dem Fliegerhorst der Luftwaffe, dem südwestlich gelegenen, noch heute existierende „Aérodrome de Saint-Quentin-Roupy“ war in der ersten Hälfte des Junis 1940 für einige Tage der Stab des Jagdgeschwaders 27 mit Bf 109E stationiert. Südlich davon gab es mit dem „Flugplatz Clastres–Saint-Simon“ einen weiteren Militärflugplatz, der 1943/44 von den Deutschen genutzt wurde.

### Bevölkerungsentwicklung
| Jahr                       | 1962   | 1968   | 1975   | 1982   | 1990   | 1999   | 2006   | 2016   | 2022   |
| -------------------------- | ------ | ------ | ------ | ------ | ------ | ------ | ------ | ------ | ------ |
| Einwohner                  | 61.071 | 64.196 | 67.243 | 63.567 | 60.644 | 59.066 | 56.792 | 54.443 | 52.995 |
| Quellen: Cassini und INSEE |        |        |        |        |        |        |        |        |        |

## Partnerstädte
- Kaiserslautern in Rheinland-Pfalz, Deutschland; seit 1967
- San Lorenzo de El Escorial in der Autonomen Gemeinschaft Madrid, Spanien
- Rotherham in South Yorkshire, England
- Greiz in Thüringen, Deutschland; seit dem 29. November 1961[2]

## Wirtschaft
- M.B.K. Industrie, Hersteller von Motorrollern, Elektromofas- und -Fahrrädern

## Sehenswürdigkeiten

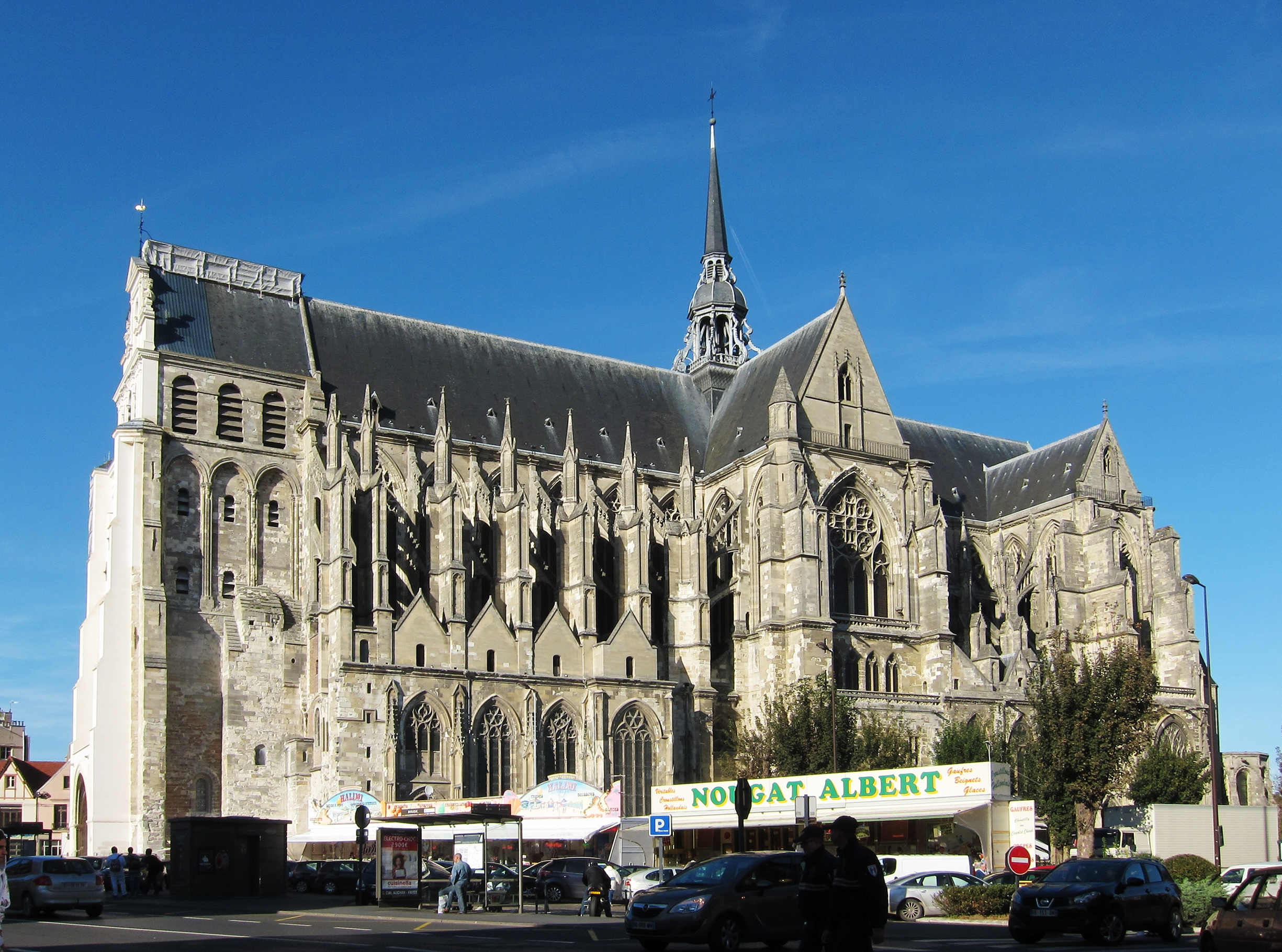
Basilika Saint-Quentin

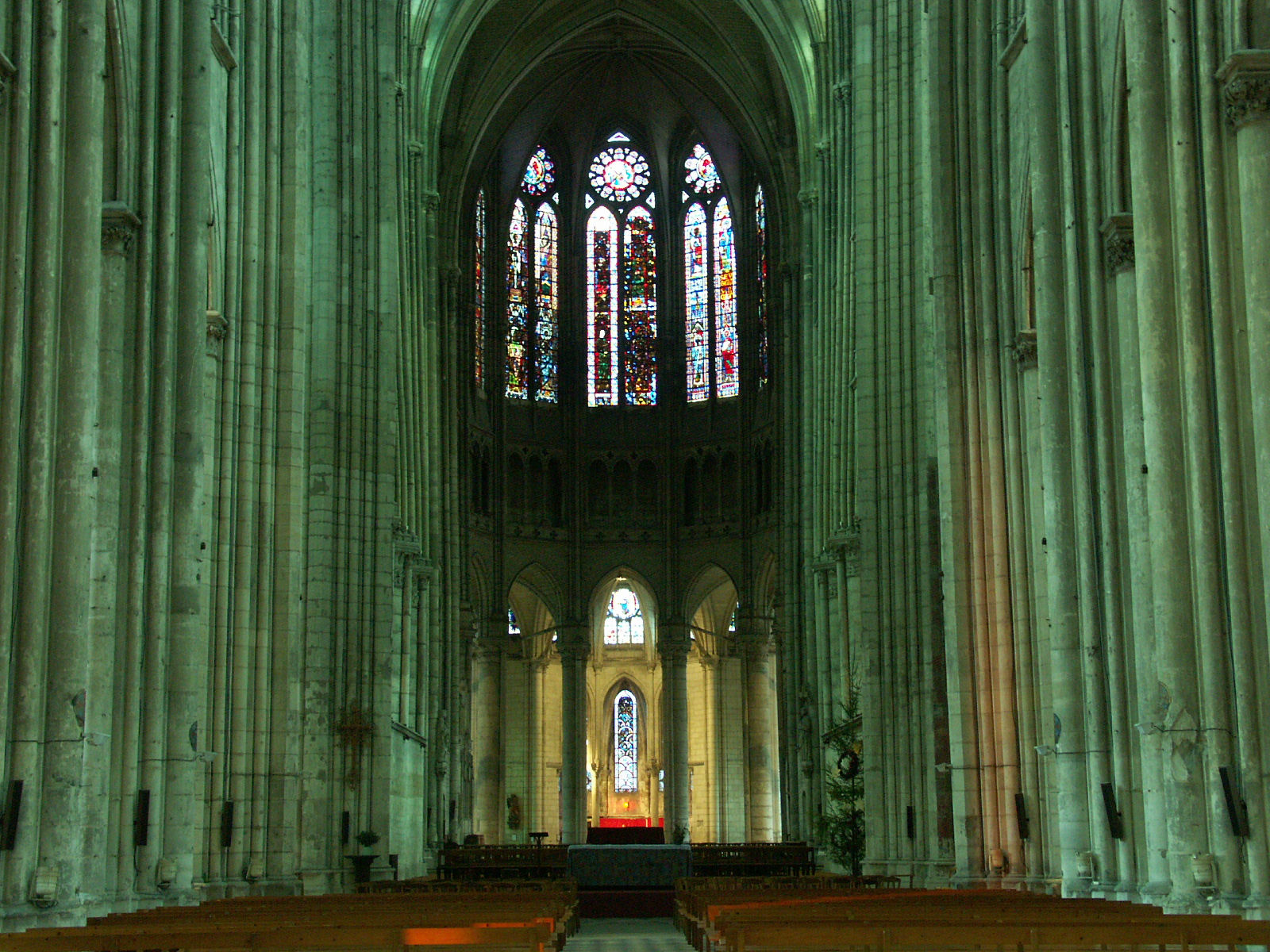
Hauptschiff der Basilika

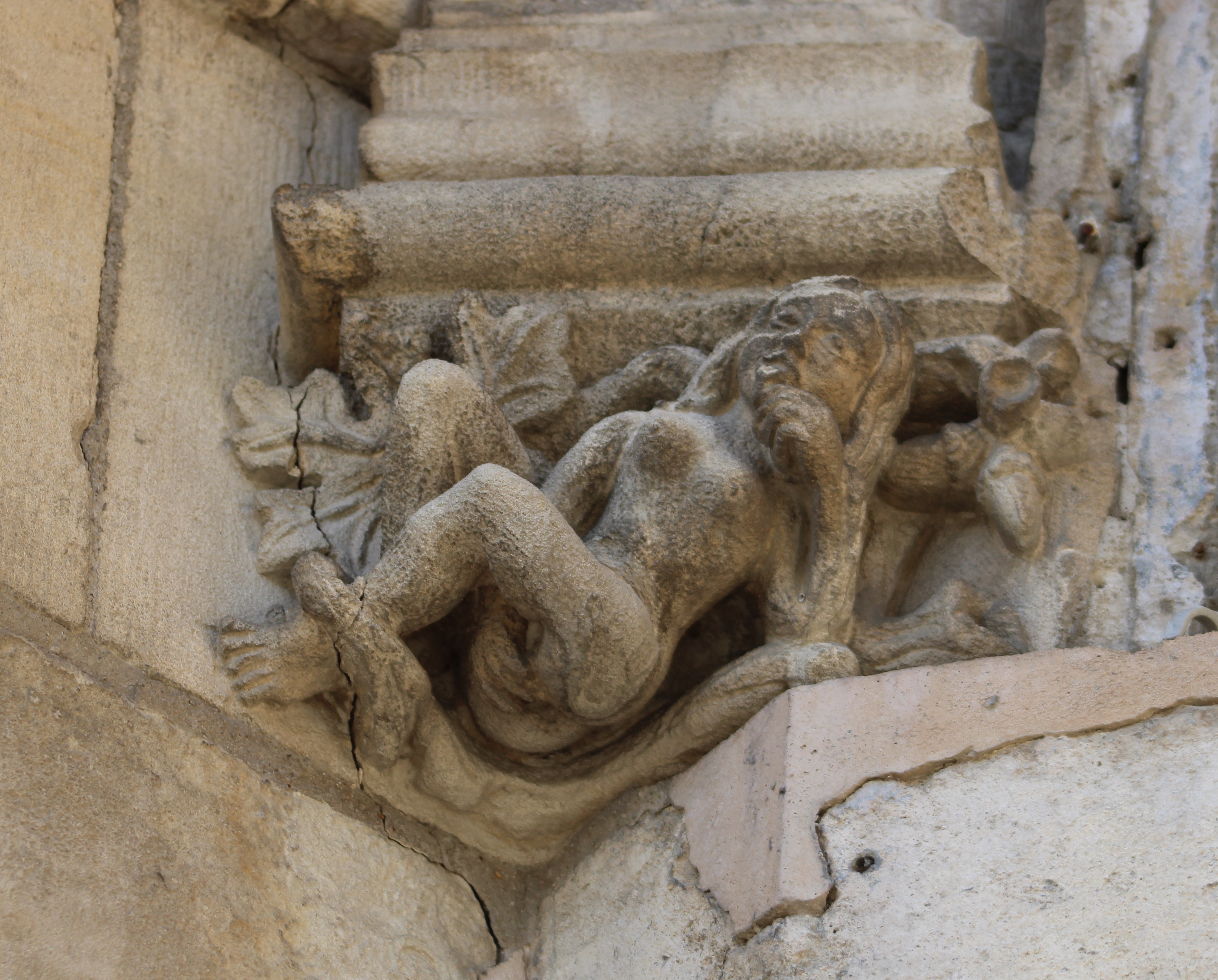
Hôtel-de-Ville: Skulptur Masturbation

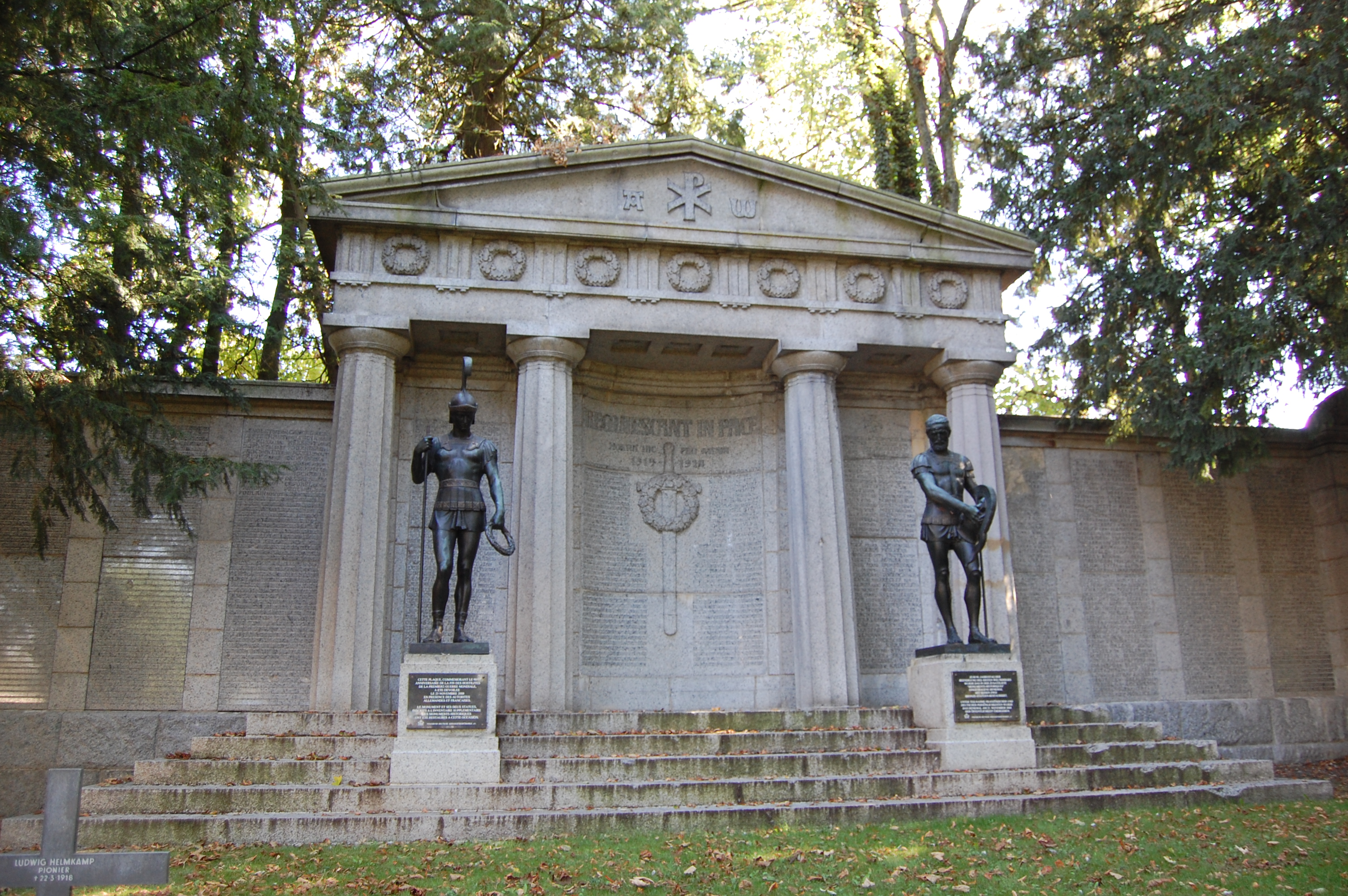
Deutscher Soldatenfriedhof

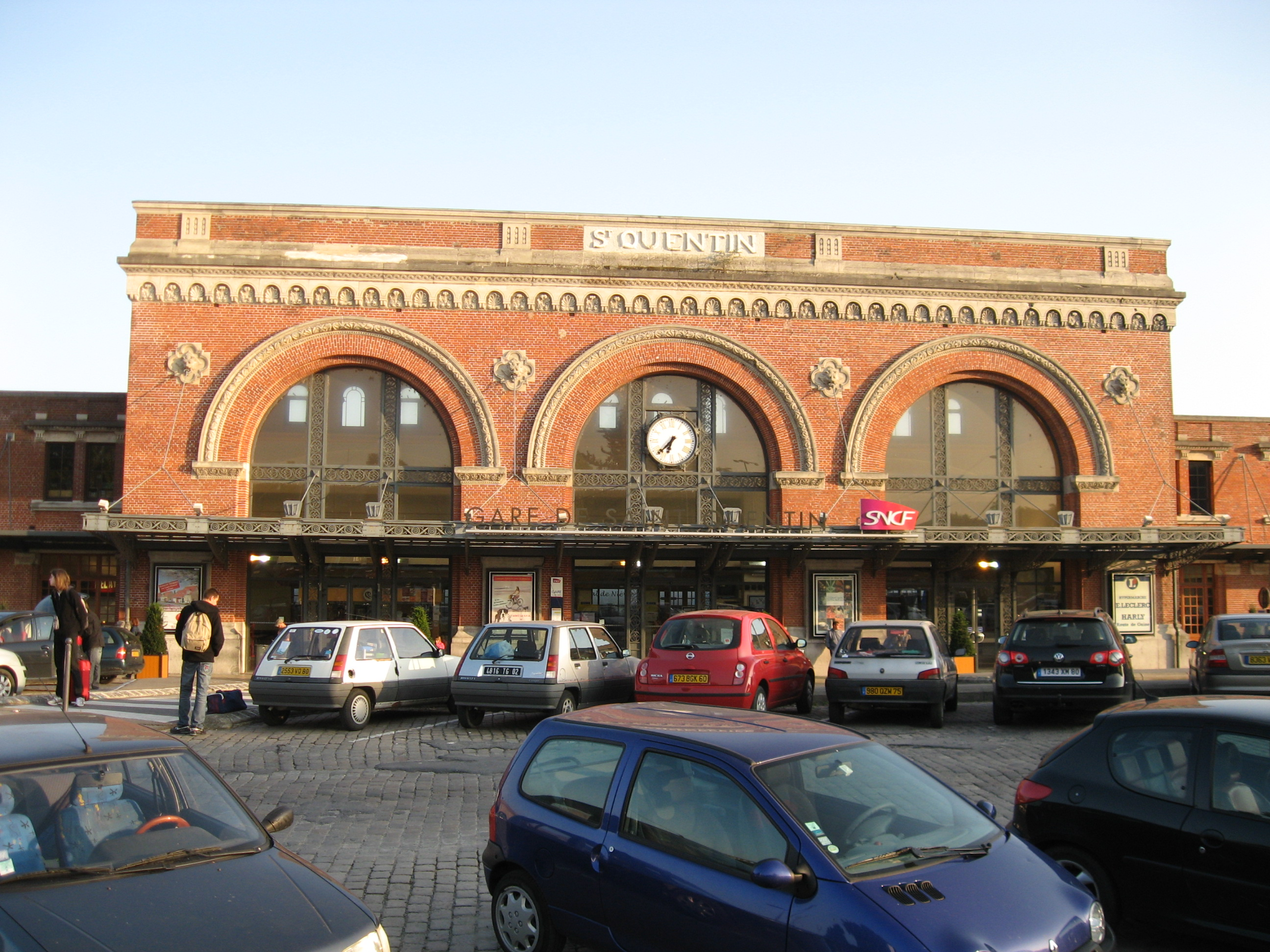
Bahnhof Saint-Quentin

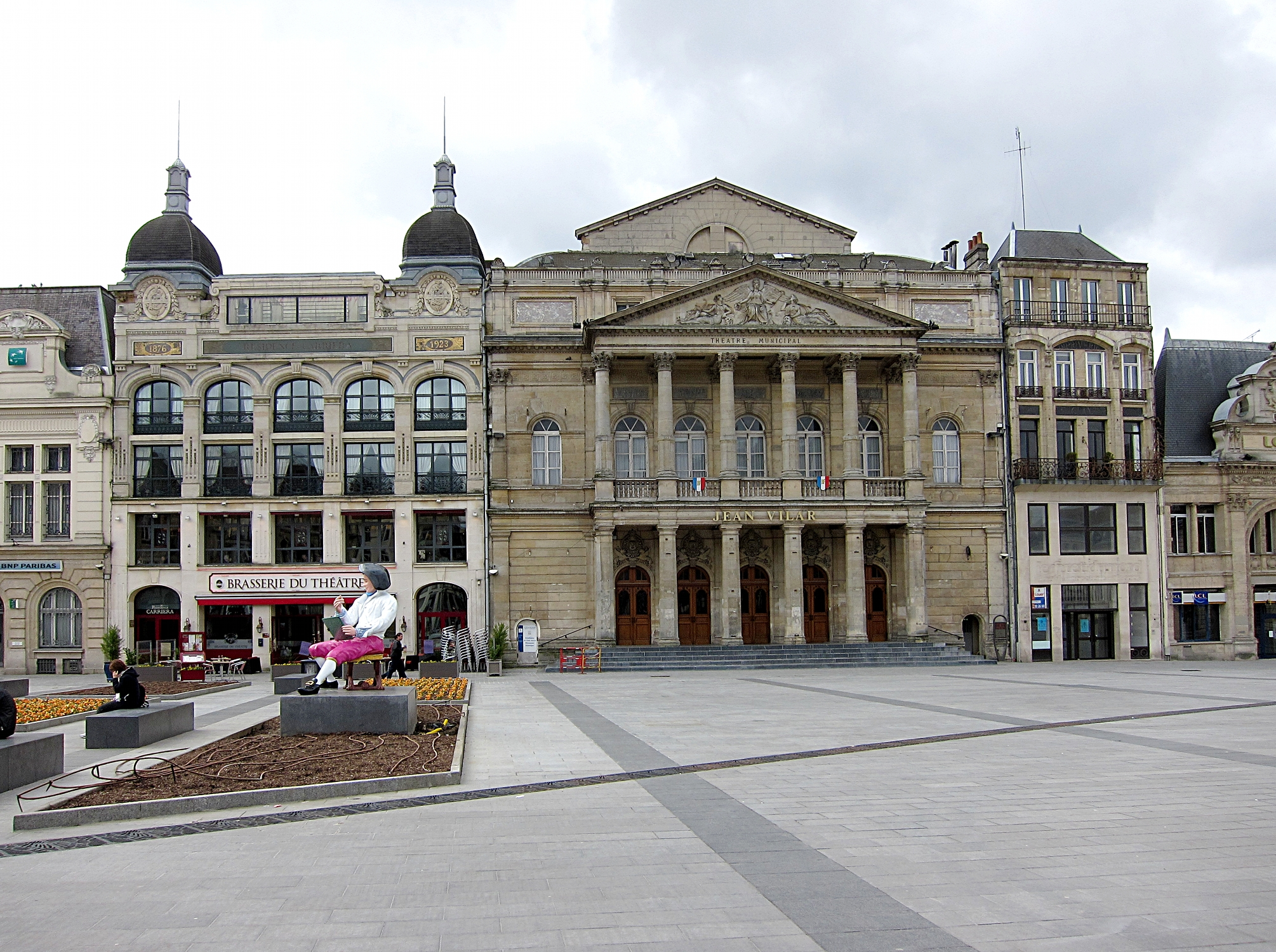
Stadttheater

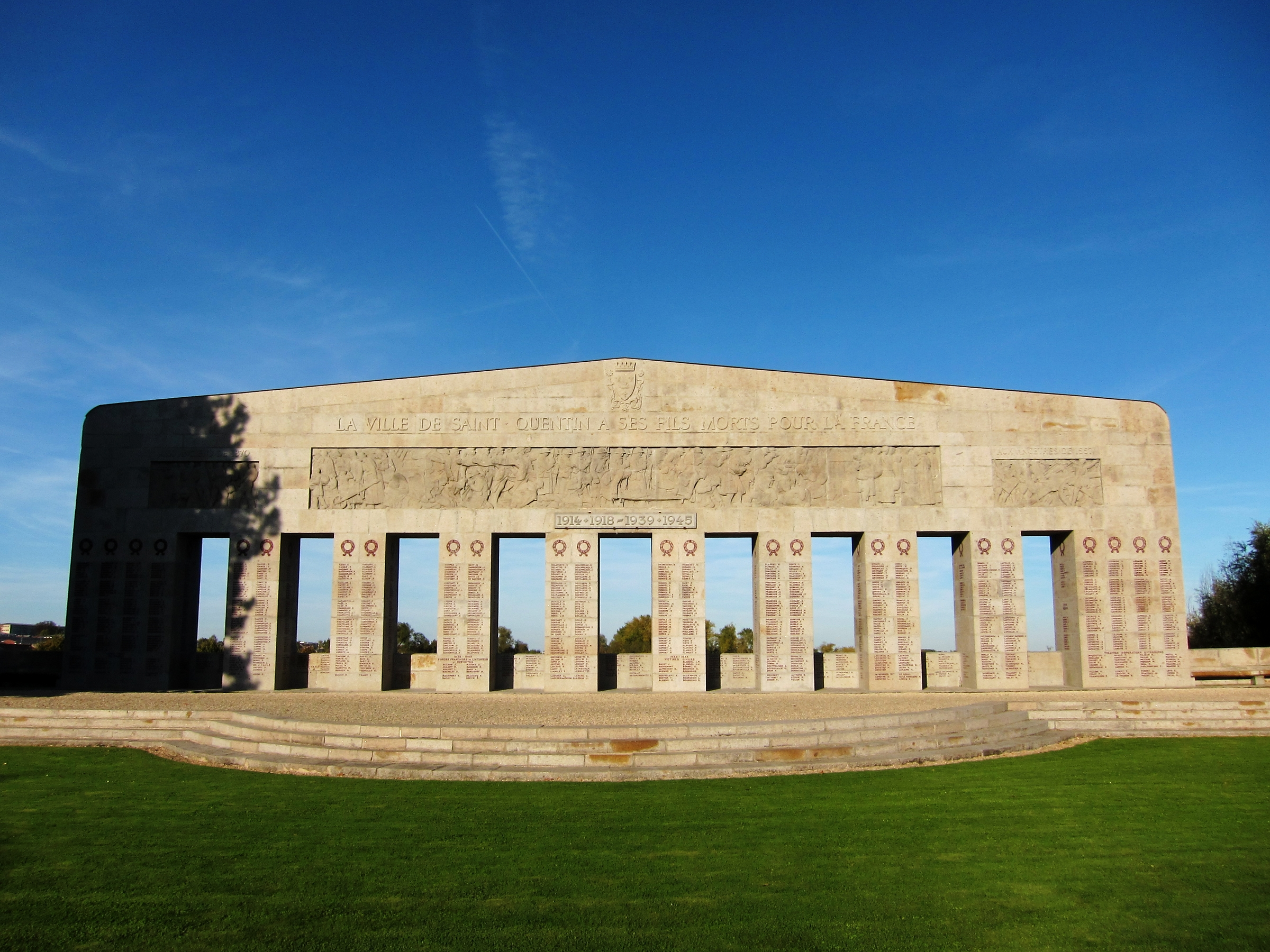
Gedenkstätte für die Gefallenen der Weltkriege

- Basilika Saint-Quentin, 12. bis 15. Jahrhundert
- Hôtel de ville (Rathaus), Fassade im spätgotischen Flamboyantstil 1509 fertiggestellt; mit masturbierender Frauendarstellung, Inneres später erweitert: Eingangshalle neugotisch 1865, Obergeschoss im Art-déco-Stil 20. Jahrhundert, Turm mit Carillon
- Porte des Canonniers
- Bahnhofsgebäude
- Musée des papillons (Schmetterlingsmuseum)
- Musée Lecuyer (französische Malerei vorwiegend des 19. und frühen 20. Jahrhunderts, Pastelle von Maurice-Quentin De La Tour, Kunsthandwerk)
- Champs Elysées, Park im westlichen Teil der Wallanlagen
- Zahlreiche Bürger- und Geschäftshäuser im Stil des Art déco (Wiederaufbau der Stadt nach dem Ersten Weltkrieg)
- Réserve naturelle du Marais d’Isle (Naturschutzgebiet an der Somme)
- Théâtre Jean Vilar
- Nécropole nationale de Saint-Quentin
- Deutscher Soldatenfriedhof Saint-Quentin des Ersten Weltkriegs

## Persönlichkeiten
- Simon von Saint-Quentin, Dominikaner, Mongoleireisender und Reiseberichterstatter
- Josquin Desprez (≈1450–1521), Komponist
- Antoine Francisque (≈1570–1605), Lautenist und Komponist
- Luc d’Achery (1609–1685), Bibliothekar und Historiker der Mauriner
- Maurice Quentin de La Tour (1704–1788), Maler
- Anthony Benezet (1713–1784), Auswanderer nach Philadelphia, Quäker, Lehrer, Abolitionist und Sozialreformer
- Édouard Pingret (1788–1869), Maler
- Gabriel Delafosse (1796–1878), Mineraloge und Kristallograph
- Paul Brouardel (1837–1906), Rechtsmediziner und Hochschullehrer
- Hippolyte Berteaux (1843–1926), Maler
- Léon Gustave Dehon (1843–1925), Gründer der Herz-Jesu-Priester
- Ernest Leroux (1845–1917), Buchhändler und Verleger
- Fernand Lematte (1850–1929), Maler
- Jenny Zillhardt (1857–1939), Malerin und Model
- Marc Delmas (1885–1931), Komponist
- Amédée Ozenfant (1886–1966), Maler
- André Trocmé (1901–1971), Pastor, Widerstandskämpfer und Friedensaktivist
- Marcel Desprets (1906–1973), Fechter
- Jean-François Denisse (1915–2014), Astronom
- Yves Velan (1925–2017), Schweizer Schriftsteller
- Maurice Dugowson (1938–1999), Filmregisseur und Drehbuchautor
- Jean-Marie Lefèvre (* 1953), Dichter
- Pierre Blanchard (* 1956), Jazzmusiker
- Jean-Philippe Viret (* 1959), Jazzmusiker
- Olivier Lenglet (* 1960), Fechter
- Francis Moreau (* 1965), Radsportler
- Jérôme Lavrilleux (* 1969), Politiker
- Delphine Gleize (* 1973), Regisseurin und Drehbuchautorin
- Jérôme Thomas (* 1979), Boxer
- Kafétien Gomis (* 1980), Leichtathlet
- Rudy Gobert (* 1992), Basketballspieler
- Simon Dia (* 1992), Fußballspieler
- Milano (* 1998), Rapper
- Brayann Pereira (* 2003), französisch-kongolesischer Fußballspieler
- Maïa Hirsch (* 2003), Basketballspielerin

### Äbte von Saint-Quentin
- Hugo, Sohn Karls des Großen, 822–844 (Karolinger)
- Ludwig, † 867, Enkel Karls des Großen, Abt 844–867 (Rorgoniden)
- Adalhard, Laienabt